# Constante d'Erdős-Borwein
Pour les articles homonymes, voir Erdős et Borwein.
La constante d'Erdős-Borwein est la somme {\displaystyle E} des inverses des nombres de Mersenne (non nécessairement premiers) :
{\displaystyle E=\sum _{n=1}^{\infty }{\frac {1}{2^{n}-1}}\approx 1,606695} ; elle est répertoriée comme suite A065442 de l'OEIS.
On peut démontrer que la première égalité ci-dessus équivaut à chacune des suivantes :
{\displaystyle E=\sum _{n=1}^{\infty }{\frac {1}{2^{n^{2}}}}{\frac {2^{n}+1}{2^{n}-1}}}
{\displaystyle E=\sum _{m=1}^{\infty }\sum _{n=1}^{\infty }{\frac {1}{2^{mn}}}}
{\displaystyle E=1+\sum _{n=1}^{\infty }{\frac {1}{2^{n}(2^{n}-1)}}}
{\displaystyle E=\sum _{n=1}^{\infty }{\frac {\sigma _{0}(n)}{2^{n}}}}
où σ0 = d est la fonction nombre de diviseurs, fonction multiplicative donnant le nombre de diviseurs positifs du nombre de départ. Pour démontrer que ces sommes sont égales, on peut utiliser le fait qu'elles prennent toutes la forme d'une série de Lambert et qu'elles peuvent ainsi être resommées comme telles. 
Paul Erdős a démontré en 1948 que {\displaystyle E} est un nombre irrationnel. En 1991, Peter Borwein a montré que plus généralement, pour tout entier relatif {\displaystyle q} et tout rationnel non nul {\displaystyle r},
{\displaystyle \sum _{n=1}^{\infty }{\frac {1}{q^{n}-r}}\notin \mathbb {Q} }
dès que la série converge, c'est-à-dire {\displaystyle q} différent de 0 et ±1 et {\displaystyle r} non puissance de {\displaystyle q}.